# Gouverneurs de la Compagnie néerlandaise des Indes orientales à Taïwan
| Gouverneurs                   |           |
| ----------------------------- | --------- |
| Marten Sonck                  | 1624-1625 |
| Gerard Frederikszoon de With  | 1625-1627 |
| Pieter Nuyts                  | 1627-1629 |
| Hans Putmans                  | 1629-1636 |
| Johan van de Burch            | 1636-1640 |
| Paulus Traudenius             | 1640-1643 |
| Maximiliaan le Maire          | 1643-1644 |
| François Caron                | 1644-1646 |
| Pieter Anthoniszoon Overwater | 1646-1649 |
| Nicolas Verburg               | 1649-1653 |
| Cornelis Caesar               | 1653-1656 |
| Frederick Coyett              | 1656-1662 |
| Harmen Klenck van Odessen     | 1661      |